# ジェーン・トッパン
ジェーン・トッパン（英語: Jane Toppan、出生名：ホノラ・ケリー、1854年8月17日 - 1938年10月29日）は、アメリカのヘルスケア・シリアルキラー。病院などで看護婦として働きながら多数の患者を殺害した。「ジョリー・ジェーン（陽気なジェーン）」と皆から呼ばれていた。
1901年に逮捕された後、彼女は31人の殺人を告白した。彼女の野心は「これまで生きた他の男または女の誰よりも多くの人（無力な人々）を殺すこと」と言っていたとされている。

## 前半生
残された彼女の幼い頃の記録によると、彼女はホノラ・ケリーとして、ピーター・ケリーとブリジット・ケリーというアイルランドから来た移民の夫妻の間に生まれたとされている。
彼女の母親ブリジットは非常に若い頃に結核で亡くなっている。
彼女の父親であるピーターはアルコール中毒者として知られており、乱暴でエキセントリックな性格から、「クラックポット（中毒者）」をもじった「ケリー・ザ・クラック」というあだ名で呼ばれていた 。後年、ピーターの奇行に関する噂が多数流れ、特に「仕立て屋として働いていた時に、自らの瞼を縫った」という噂がよく知られていた。
ピーターは妻の死後わずか数年後の1863年、8歳のデリア・ジョセフィンと6歳のホノラの2人の子供を連れ、ボストン女性避難所に連れて行った。ピーターは、ハンナ・スティルマンが設立したこの孤児院に2人を預け、二度と会う事は無かった。 孤児院に残る文書では、彼らが「非常に惨めな家から救助された」と記述されている。
孤児院にいる間のデリアとホノラに関する記録は残っていないが、デリアは売春婦となり、孤児院には入っていないもう一人の姉・ネリーは精神病院に入院したという。
1864年11月、父親によって孤児院に入れられてから2年も経たないうちに、ホノラはマサチューセッツ州ローウェルのアン・C・トッパン夫人の家へ年季奉公に出された。 正式にはトッパン家に養子となった訳ではないが、ホノラは彼女の後見人の名字を引き受け、結局トッパンとして知られるようになった。トッパン家にはすでにエリザベスという娘がおり、ジェーン（ホノラ）と親しくなった。

## 動機
逮捕後すぐの頃にHoosier State Chronicles新聞に掲載された記事によると、ジェーンは犠牲者が死にゆく際に、愛撫しながら目を見つめて彼らの心を覗き込むようにしていたという。
逮捕後の尋問では、彼女は生死をさまよう患者から性的なスリルを感じたと供述している。
ジェーンは、犠牲者として選んだ患者に薬物混合物を投与し、彼らと一緒に横たわり、亡くなる際には一緒に横たわって抱擁していたという。
ジェーンは、しばしば「死の天使（ヘルスケア・シリアルキラー）」、つまりケアする立場の者が、脆弱でケアするものに依存する立場の患者を犠牲者に選ぶシリアルキラーの一種、と考えられている。
ただ、デービス一家殺害事件でも表れているように、彼女の殺人の動機には個人的な理由も含まれているとされており、たとえば義理の姉妹エリザベスが殺されたケースでは、ジェーンも嫉妬に動機づけられた可能性がある。 後に彼女は自身の動機について、思考と理性の麻痺、毒殺への強い衝動として説明した。
ジェーンは単に殺人以上に毒を使った。伝えられるところによれば、彼女は仕事を取る為に、酔っているように家政婦に毒を盛ったという。彼女は思いを寄せる男性にふりむいてもらうために、自分自身にさえ毒を盛った。

## 殺人
1885年、ジェーンはケンブリッジの病院において看護婦になるための訓練を受けていた。彼女がそこにいた間、多くの友人を作り、皆にとても好かれていた。彼女が優秀で酷いと称されていた年少の頃とは異なり、病院では彼女はよく愛され、明るくて親しみやすいことから「ジョリー・ジェーン（Jolly Jane）」と呼ばれるようになった。
ジェーンが患者と接するようになると、彼女はお好みの患者を作った。彼女の好みは通常年配で非常に病気で弱っている患者だった。 勤務中、彼女はモルヒネやアトロピンを患者に与える実験をしていた。彼女はそれが神経系にどのような影響を与えるかを観察するために処方された投与量を変えていた。 彼女は患者と二人だけで多くの時間を過ごすようになり、カルテを偽造し、薬物を投与して患者をもうろうとした状態にさせ、一緒にベッドに入るようなことさえしていた。
ジェーンは1889年に名高いマサチューセッツ総合病院に推薦された。そこで、彼女は翌年解雇されるまでにさらに数人の犠牲者を出した。 彼女は一旦ケンブリッジに戻ったが、間もなく麻薬を無謀に投与した事を理由に解雇された。 そののち彼女は個人で私立看護婦としての仕事を始め、繁盛していた一方、盗難の被害の訴えもあった。
1895年、彼女は大家の夫妻を毒殺した。それから数年後の1899年、義理の姉妹のエリザベスにストリキニーネを投与して殺害した。
1901年には、ジェーンはマティ・デービスを殺害し、その夫である年配のアルデン・デービスの世話をする為に住み込みで働くようになり、数週間以内に、ジェーンはアルデンを殺害し、彼の姉妹と2人の娘、ミニーとエドナを殺した。 
生き残ったデービス家の一人は、アルデンの末子ミニーの毒物検査を命じた。その結果、彼女が毒を盛られていたことが判明し、そして地元当局は警察にジェーンを調査させた。
1901年10月29日、彼女は殺人罪で逮捕された。 1902年までに、彼女は31人の殺人に告白した。
裁判の直後、ニューヨークジャーナルにジェーンが弁護士に31人以上の人を殺害し告白したとされる内容が掲載され、陪審員達に精神異常を認めてもらえば、いずれは釈放される可能性があると報じられた。しかしながら、ジェーンは、自分のしていることを知っていてそれが間違っていることを理解しており、自分は正気であると法廷で主張した。
しかしながら、6月23日、 バーンステーブル郡裁判所で、彼女は狂気の理由で刑事責任能力なしとされ、 トーントンインサイン病院で生涯収監されることになった。

## 犠牲者
トッパンが確認した犠牲者は以下の通り。
- イスラエル・ダナム：患者、1895年5月26日に死亡し、83歳
- ラブリー・ダナム：患者、1897年9月19日に死亡し、87歳
- エリザベス・ブリガム：義妹、1899年8月29日、70歳で亡くなった
- Mary McNear：患者、1899年12月28日に死亡し、70歳
- Florence Calkins：エリザベスの家政婦、1900年1月15日に死亡し、45歳
- William Ingraham：患者、1900年1月27日に死亡し、70歳
- Sarah（Myra）Connors：患者と友人、1900年2月11日に死亡し、48歳
- Mattie Davis：1901年7月4日に62歳で亡くなったAldenの妻
- Genevieve Gordon（Annie）：AldenとMattieの娘、1901年7月31日に死亡した
- アルデン・デイビス（Alden Davis）：1901年8月8日、64歳で死亡。
- メアリー（ミニー）ギブス：アルデンとマティーの娘、1901年8月13日に死亡、40歳
- Edna Bannister：エリザベスの義理の姉妹、1901年8月26日に死亡し、77歳

## 大衆文化
Jon Keves監督・脚本のインディペンデント映画American Nightmareの中では、トッパンをモデルとしたキャラクターが登場し、デビー・ローションが演じた。
ジェーンは、ミネソタ州セントポールのシアター・アンバウンドで初演されたアン・バートラムによる劇「 殺人者」の6人の独白のうちの1人の主題となった。彼女は、ミス・バーンズ・エドワーズの監督による「 ミス・トッパンについての真実」の中でローラ・ウィーバースが演じた。 劇は好評を博した。 ミネアポリスのStarTribuneシアター評論家William Randall Beardは、トッパンセグメントを「 ソシオパスナースの冷たい肖像」と名付けた。
ToppanはDeadly WomenのエピソードとPodcastのCriminal 、 My Favorite Murder 、 Hellevatorのエピソード、そしてLoreのエピソードで紹介された。